# Notomastus torquatus
Notomastus torquatus är en ringmaskart som beskrevs av Anne D. Hutchings och Rainer 1979. Notomastus torquatus ingår i släktet Notomastus och familjen Capitellidae. Inga underarter finns listade i Catalogue of Life.